# Блаксвил (Џорџија)
Блаксвил (енгл. Blacksville) насеље је у америчкој савезној држави Џорџија.

## Демографија
По попису из 2000. године број становника је 4.
| Група             | 2000.     | 2010.    |
| Белци             | 3 (75,0%) | 0 (0,0%) |
| Афроамериканци    | 0 (0,0%)  | 0 (0,0%) |
| Азијати           | 0 (0,0%)  | 0 (0,0%) |
| Хиспаноамериканци | 0 (0,0%)  | 0 (0,0%) |
| Укупно            | 4         | 0        |